# Dubianella chrysogaster
Dubianella chrysogaster är en skalbaggsart som först beskrevs av Conrad Ritsema 1888.  Dubianella chrysogaster ingår i släktet Dubianella och familjen långhorningar.
Artens utbredningsområde är Sri Lanka. Inga underarter finns listade i Catalogue of Life.